# Gastón Hernández
Gastón Alan Hernández (San Rafael, 19 gennaio 1998) è un calciatore argentino, difensore del San Lorenzo.

## Caratteristiche tecniche
È un difensore centrale.

## Carriera
Gastón Hernández è cresciuto nel settore giovanile del San Lorenzo, con cui ha firmato il primo contratto professionistico nell'aprile del 2019.
Nel settembre del 2020 è stato ceduto in prestito al San Martín (SJ) fino a dicembre 2021. Ha giocato il suo primo incontro ufficiale il 29 novembre contro il Nueva Chicago in Primera B Nacional. L'11 giugno 2021 ha subito la rottura del legamento crociato anteriore sinistro ed è rientrato in anticipo al San Lorenzo.
Il 16 aprile 2022 è tornato in campo ed ha giocato il suo primo incontro con il club rossoblu, in Copa de la Liga Profesional contro il Platense. ed il 17 agosto seguente ha segnato il suo primo gol professionistico nel successo per 2-0 sempre contro il Platense in Primera División. Il 18 novembre seguente ha firmato il rinnovo del contratto fino al 2024. Il 10 marzo 2024 ha subito la rottura del legamento crociato del ginocchio destro nell'incontro di coppa di lega contro il Platense.

## Statistiche

### Presenze e reti nei club
Statistiche aggiornate al 3 maggio 2025.
| Stagione               | Squadra                | Campionato             | Campionato | Campionato | Coppe nazionali | Coppe nazionali | Coppe nazionali | Coppe continentali | Coppe continentali | Coppe continentali | Altre coppe | Altre coppe | Altre coppe | Totale | Totale | Totale |
| Stagione               | Squadra                | Comp                   | Pres       | Reti       | Comp            | Pres            | Reti            | Comp               | Pres               | Reti               | Comp        | Pres        | Reti        | Pres   | Reti   |        |
| ---------------------- | ---------------------- | ---------------------- | ---------- | ---------- | --------------- | --------------- | --------------- | ------------------ | ------------------ | ------------------ | ----------- | ----------- | ----------- | ------ | ------ | ------ |
| 2020                   | San Martín (SJ)        | PBN                    | 9          | 0          | CA              | 0               | 0               | -                  | -                  | -                  | -           | -           | -           | 9      | 0      |        |
| 2021                   | San Martín (SJ)        | PBN                    | 11         | 0          | CA              | 2               | 0               | -                  | -                  | -                  | -           | -           | -           | 13     | 0      |        |
| Totale San Martín (SJ) | Totale San Martín (SJ) | Totale San Martín (SJ) | 20         | 0          |                 | 2               | 0               |                    | -                  | -                  |             | -           | -           | 22     | 0      |        |
| 2022                   | San Lorenzo            | PD                     | 21         | 1          | CA+CdL          | 0+4             | 0               | -                  | -                  | -                  | -           | -           | -           | 25     | 1      |        |
| 2023                   | San Lorenzo            | PD                     | 23         | 1          | CA+CdL          | 5+12            | 0+1             | CS                 | 8                  | 0                  | -           | -           | -           | 48     | 2      |        |
| 2024                   | San Lorenzo            | PD                     | 0          | 0          | CA+CdL          | 0+8             | 0               | CL                 | 0                  | 0                  | -           | -           | -           | 8      | 0      |        |
| 2025                   | San Lorenzo            | PD                     | 8          | 0          | CA              | 1               | 0               | -                  | -                  | -                  | -           | -           | -           | 9      | 0      |        |
| Totale San Lorenzo     | Totale San Lorenzo     | Totale San Lorenzo     | 52         | 2          |                 | 22              | 1               |                    | 8                  | 0                  |             | -           | -           | 82     | 3      |        |
| Totale carriera        | Totale carriera        | Totale carriera        | 72         | 2          |                 | 32              | 1               |                    | 8                  | 0                  |             | -           | -           | 112    | 3      |        |